# 桑門そら
桑門 そら（くわかど そら、4月1日 - ）は、日本の声優、舞台俳優。EARLY WING所属。東京都出身。

## 来歴
声優を目指したきっかけは小学校1年生くらいの時に、地元の百貨店で開催されていた声優のトークショーを見たのがきっかけである。それまでは、アニメのキャラクターが「声を出している」と思っており、職業としての声優自体があることは無知だったという。そのトークショーで初めて声優の存在を知り、「自分の好きなキャラクターはこの人が声を演じていたんだ」と衝撃を受けていたという。同時に、職業としての声優に興味を持つようになったという。
1999年3月、『KiraKira☆メロディ学園』のオーディションに合格。2001年3月に解散するままで、第1期生として同学園に所属していた（その他のメンバーには、門脇舞以などがいる）。
学園内ユニット『無敵Palette』のメンバーとしても活動。
2001年、KiraKira☆メロディ学園解散後は、グッドスマイルカンパニーに所属し、レポーターやライブ、舞台などで活動。
2006年、カレイドスコープへと移籍し、2009年11月まで所属していた。
2010年1月15日、EARLY WING所属となる。

## 人物
声種はソプラノ、いわゆる「アニメ声」。母親からの遺伝であり、声がそっくりであるという。
KiraKira☆メロディ学園時代には、姫カットとゴスロリファッションを好み、「フリフリ四天王」と呼ばれていた。
声優の門脇舞以、あきやまかおる、喜多村英梨と交流が深く、とくに門脇舞以とは、KiraKira☆メロディ学園時代からの友人関係であり、学園内では非公式ながら「黒百合姉妹」というユニットを組んでいた。あきやまかおるとは、門脇舞以のバックダンサーユニット「ぽんぽんず」を期間限定で結成していた。
アンナミラーズでのアルバイト経験がある。秘書検定2級、英語検定準2級などを所有し、2008年時点は銀粘土技能認定獲得に向けて勉強をしている。
非常に強い近視のため、普段はコンタクトレンズを使用している。また、紫外線アレルギーでもある。
趣味・特技は読書、ベリーダンス、シルバーアクセサリー作り。

## 出演
太字はメインキャラクター。

### テレビアニメ
2006年
- 史上最強の弟子ケンイチ（新体操部員、ワルキューレ、ファーストフード店員 他）
- はぴねす!（ミキ）

2007年
- ロケットガール（小百合）

2008年
- 純情ロマンチカ（女子学生）

2009年
- うちの3姉妹（ネコ）

2010年
- けいおん!!（巫女さん）

2017年
- お酒は夫婦になってから（パイナップル）

### ゲーム
- ウチの姫さまがいちばんカワイイ（体育教姫 アメリア・トレーナ）
- ガールフレンド（仮）（赤瀬川摩姫[15]）
- 閃乱カグラ SHINOVI VERSUS -少女達の証明-
- 閃乱カグラ ESTIVAL VERSUS -少女達の選択-
- TOKYOヤマノテBOYS HONEY MILK DISC
  - TOKYOヤマノテBOYS SUPER MINT DISC
  - TOKYOヤマノテBOYS DARK CHERRY DISC
  - TOKYOヤマノテBOYS PURE RASPBERRY DISC
  - TOKYOヤマノテBOYS BLACK VANILLA DISC
  - TOKYOヤマノテBOYS Portable HONEY MILK DISC
  - TOKYOヤマノテBOYS Portable SUPER MINT DISC
  - TOKYOヤマノテBOYS Portable DARK CHERRY DISC
  - TOKYOヤマノテBOYS for V MAIN DISC
  - TOKYOヤマノテBOYS for V FAN DISC
- 天空のクラフトフリート（エンペン、他)
- 輝星のリベリオン（マリーテレーズ、他）
- 白衣性恋愛症候群
- HOSPITAL. 6人の医師（ロザリア・ロッセリーニ）
- 魔界戦記ディスガイア4（魔法使い女）
- ディスガイア D2
- ふううん兜むすめ

### ドラマCD
- からふるまきあ〜と（鳴沢千恵）
- キスとDO-JIN!〜王子様はカリスマ大手!?〜（女C）
- KiraKira☆メロディ学園（有森小雪）
- こたモル〜こたつのモルモット〜（こたつ）
- シュラキ（ジュニット）
- つきねこ（バーバラ）
- ぷちはうんど（ポチ）

### ラジオ
- ナイショのメロディー（コントンKZI-FM[16]：1999年）
- プリプリ★プリン（コントンKZI-FM：1999年）
- つきねこラジオverソワレ（DNEメディアステーション：2009年11月21日 - 2010年7月10日）
- つきねこラジオverマチネ2（DNEメディアステーション：2010年7月20日 - 2011年12月14日）

ラジオドラマ
- Beeマンガ 熱いぞ!猫ヶ谷!!（小曽根先生）

### 舞台
- 回転OZORA

### その他
- ナコルル〜あのひとからのおくりもの〜（マナリ イメージガール）
- アキハバラ情報局（第一期レポーター）
- りさのうたうたうたいまぁす（響りん）
- 清く正しく美しく（前田）
- モーションコミックでウサギさん（ウサギさん）
- モーションコミック 熱いぞ!猫ヶ谷!!（小曽根先生）
- モーションコミック 稲中卓球部（岸本ありさ）

## ディスコグラフィ

### キャラクターソング
| 発売日  | 商品名                                                 | 歌                 | 楽曲                     | 備考                                 |
| 2017年  | 2017年                                                 | 2017年             | 2017年                   | 2017年                               |
| ------- | ------------------------------------------------------ | ------------------ | ------------------------ | ------------------------------------ |
| 7月19日 | ガールフレンド（仮） キャラクターソングシリーズ Vol.07 | サバトちぇーんそー | 「オカルティック雑技団」 | ゲーム『ガールフレンド（仮）』関連曲 |

### その他参加楽曲
| 発売日        | 商品名          | 歌              | 楽曲                | 備考                                               |
| ------------- | --------------- | --------------- | ------------------- | -------------------------------------------------- |
| 2010年11月7日 | ☆Twinkle☆Girls☆ | ☆Twinkle☆Girls☆ | 「☆Twinkle☆Girls☆」 | ゲーム『コープスパーティー Book of Shadows』挿入歌 |
| 2010年11月7日 | ☆Twinkle☆Girls☆ | ☆Twinkle☆Girls☆ | 「YAKUSOKU」        |                                                    |

### ユニットメンバー
1. ↑  赤瀬川摩姫（桑門そら）、甘利燈（赤﨑千夏）、三嶋ゆらら（福原香織）
2. ↑  阿部玲子、井澤詩織、笠原あきら、喜多村英梨、桑門そら、水野愛日、山本綾、内田愛美